# Église Sainte-Colombe de Saintes
Pour les articles homonymes, voir Église Sainte-Colombe.
L’église Sainte-Colombe est une église catholique située à Saintes, dans le département de la Charente-Maritime, en France. Elle est dédiée à sainte Colombe.
Elle est, depuis 2003, utilisée pour les fidèles suivant le rite tridentin.

## Historique
Ce sanctuaire situé dans le quartier historique de Saintes correspond à l'une des anciennes paroisses intra-muros de la cité médiévale. Si des chartes mentionnent son existence dès 1340, elle est sans doute reconstruite une première fois au XVe siècle.
On peut voir au niveau de l'intersection de la partie principale et de la partie droite, une épitaphe en l'honneur de Françoise de La Vallade, décédée le 15 mai 1588, à l'âge dit-on de 87 ans. Elle est dite marié à Ythier Senné, Sieur de La Fourest, il fut maire de Saintes en 1574 et 1575. 
Endommagée lors des guerres de religion, elle est totalement réaménagée au XVIIe siècle : son orientation est ainsi inversée, ce qui explique son aspect atypique. De fait, un portail rectangulaire perce l'ancien mur du chevet, orné d'une grande verrière gothique à remplage flamboyant. Les croisées d'ogives de la nef sont datées du XVIIe siècle.
L'église sert de lieu de culte aux carmélites durant une partie du XIXe siècle avant d'être désacralisée - à la suite de la construction de l'église Notre-Dame-de-Recouvrance - et transformée en entrepôt pour une coopérative régionale baptisée « La Saintaise » au début du XXe siècle.
Rachetée et restaurée en 2000, elle est la propriété de la Fraternité Saint-Pie-X.